# 吉米·羅伯森
吉米·羅伯森（英語：Jimmy Robertson，1986年5月3日—），是英格蘭職業司諾克選手。
2018年10月，羅伯森在2018年歐洲大師賽上贏得了他的第一個排名賽冠軍，在決賽中以9-6擊敗喬·佩里，儘管此前他從未進入過排名賽的半準決賽。羅伯森還保持著職業比賽中單局得分最高的紀錄，在2021年蘇格蘭公開賽上對陣李·沃克時得到178分。

## 外部連結
- Jimmy Robertson at snooker.org